# Fly Like an Eagle: 30th Anniversary Edition
Fly Like an Eagle: 30th Anniversary Edition è un album della Steve Miller Band, pubblicato dalla Capitol Records nel 2006. Il disco contiene i brani originali dell'album del 1976 più 3 brani bonus (si tratta di demos originali inediti), il disco uscì assieme ad un DVD che documentava la preparazione dell'album, una performance live della band effettuata il 17 settembre del 2005 e un'intervista con Steve Miller.

## Tracce
1. Space Intro – 1:14 (Steve Miller)
2. Fly Like an Eagle – 4:46 (Steve Miller)
3. Wild Mountain Honey – 4:53 (Steve McCarty)
4. Serenade – 3:14 (Steve Miller, Steve McCarty)
5. Dance, Dance, Dance – 2:19 (Steve Miller, Brenda Cooper, Jason Cooper)
6. Mercury Blues – 3:44 (K.C. Douglas)
7. Take the Money and Run – 2:51 (Steve Miller)
8. Rock'N Me – 3:09 (Steve Miller)
9. You Send Me – 2:43 (Sam Cooke)
10. Blue Odyssey – 0:53 (Steve Miller)
11. Sweet Maree – 4:20 (Steve Miller)
12. The Window – 4:20 (Jason Cooper, Steve Miller)
13. Fly Like an Eagle '73 – 4:33 – Brano bonus
14. Take the Joker and Run – 3:43 – Brano bonus - versione acustica
15. Rock'N Me '76 Slow – 4:22 – Brano bonus

## Musicisti
- Steve Miller - voce, chitarra, sintetizzatore roland, sitar
- Lonnie Turner - basso
- Gary Mallaber - batteria, percussioni
- Jachym Young - organo (brani : 2 & 12)
- John McFee - dobro (brano : 5)
- Curley Cooke - chitarra ritmica (brano : 12)
- Les Dudek - chitarra slide (brano : 12)
- Charles Calamise - basso (brano : 12)
- Kenny Johnson - batteria (brano : 12)
- James Cotton - armonica (brani : 9 & 10)